# Elecciones municipales de 2019 en Córdoba
Las elecciones municipales de 2019 se celebraron en Córdoba el domingo 26 de mayo, de acuerdo con el Real Decreto de convocatoria de elecciones locales en España dispuesto el 1 de abril de 2019 y publicado en el Boletín Oficial del Estado el 2 de abril. Se eligieron los 31 concejales del pleno del Ayuntamiento de Córdoba, a través de un sistema proporcional (método d'Hondt), con listas cerradas y un umbral electoral del 5 %.

## Resultados
Tras las elecciones, el Partido Popular se proclamó vencedor con 9 escaños, dos menos que en los anteriores comicios, el Partido Socialista Obrero Español consiguió un escaño más que en la anterior legislatura, obteniendo 8 escaños, Ciudadanos fue de cierto modo el partido vencedor, ya que consiguió tres escaños más que en la anterior legislatura, pasando a tener 5 e Izquierda Unida perdió un escaño, pasando a tener 3; por su parte, Vox y Podemos irrumpieron en el congreso con dos escaños cada uno.

| Candidatura                                          | Candidatura                                          | Candidato                                   | Votos   | %                                       | Escaños                                 |
| ---------------------------------------------------- | ---------------------------------------------------- | ------------------------------------------- | ------- | --------------------------------------- | --------------------------------------- |
|                                                      | Partido Popular (PP)                                 | José María Bellido Roche                    | 43434   | 29,64                                   | 9                                       |
|                                                      | Partido Socialista Obrero Español (PSOE)             | María Isabel Ambrosio Palos                 | 39169   | 26,73                                   | 8                                       |
|                                                      | Ciudadanos-Partido de la Ciudadanía (Cs)             | María Isabel Albas Vives                    | 22094   | 15,08                                   | 5                                       |
|                                                      | Izquierda Unida (IU)                                 | Pedro García Jiménez                        | 15656   | 10,68                                   | 3                                       |
|                                                      | Vox                                                  | Rafael Saco Ayllón                          | 11788   | 8,04                                    | 2                                       |
|                                                      | Podemos                                              | Cristina Pedrajas Rodríguez                 | 9144    | 6,24                                    | 2                                       |
| Partido Animalista Contra el Maltrato Animal (PACMA) | Partido Animalista Contra el Maltrato Animal (PACMA) | Javier Luna Sánchez                         | 1653    | 1,13                                    | 0                                       |
| Acción por Córdoba                                   | Acción por Córdoba                                   | Ricardo Rojas Peinado                       | 951     | 0,65                                    | 0                                       |
| Partido Comunista de los Trabajadores de España      | Partido Comunista de los Trabajadores de España      | Roberto Guijarro López                      | 380     | 0,26                                    | 0                                       |
| Andalucía Entre Tod@s                                | Andalucía Entre Tod@s                                | Manuel Ortega Fernández                     | 360     | 0,25                                    | 0                                       |
| Ganemos Córdoba (fake)                               | Ganemos Córdoba (fake)                               | Estrella Peso                               | 320     | 0,22                                    | 0                                       |
| Escaños en Blanco (EB)                               | Escaños en Blanco (EB)                               | Francisco Infante Lisarte                   | 320     | 0,22                                    | 0                                       |
| Por un Mundo Más Justo (PUM+J)                       | Por un Mundo Más Justo (PUM+J)                       | Joaquín Malo de Molina Fernández de Córdova | 161     | 0,11                                    | 0                                       |
| Votos en blanco                                      | Votos en blanco                                      | Votos en blanco                             | 1118    | 0,76                                    | n/a                                     |
| Votos válidos                                        | Votos válidos                                        | Votos válidos                               | 145.430 | 100,00                                  | 29                                      |
| Votos nulos                                          | Votos nulos                                          | Votos nulos                                 | 968     | Participación: · \| \| 56,43 % \| 0,67% | Participación: · \| \| 56,43 % \| 0,67% |
| Votantes                                             | Votantes                                             | Votantes                                    | 147.516 | Participación: · \| \| 56,43 % \| 0,67% | Participación: · \| \| 56,43 % \| 0,67% |
| Electores                                            | Electores                                            | Electores                                   | 261.417 | Participación: · \| \| 56,43 % \| 0,67% | Participación: · \| \| 56,43 % \| 0,67% |
|                                                      | 56,43 %                                              |                                             |         |                                         |                                         |

## Concejales electos
| N.º | Nombre                                     | Lista | Lista   |
| --- | ------------------------------------------ | ----- | ------- |
| 1   | José María Bellido Roche                   |       | PP      |
| 2   | María Isabel Ambrosio Palos                |       | PSOE    |
| 3   | María Isabel Albas Vives                   |       | Cs      |
| 4   | María Nieves Torrent Cruz                  |       | PP      |
| 5   | Manuel Torralbo Rodríguez                  |       | PSOE    |
| 6   | Pedro García Jiménez                       |       | IU      |
| 7   | Salvador Fuentes Lopera                    |       | PP      |
| 8   | María Isabel Baena Parejo                  |       | PSOE    |
| 9   | Rafael Saco Ayllón                         |       | Vox     |
| 10  | David Dorado Ráez                          |       | Cs      |
| 11  | María Antonia Aguilar Ríder                |       | PP      |
| 12  | José Rojas del Valle                       |       | PSOE    |
| 13  | Cristina Pedrajas Rodríguez                |       | Podemos |
| 14  | Bernardo Jordano de la Torre               |       | PP      |
| 15  | Carmen Victoria Campos Bazán               |       | PSOE    |
| 16  | Amparo Pernichi López                      |       | IU      |
| 17  | Eva María Timoteo Castiel                  |       | Cs      |
| 18  | Miguel Ángel Torrico Pozuelo               |       | PP      |
| 19  | José Antonio Romero Pérez                  |       | PSOE    |
| 20  | Laura Ruiz Moral                           |       | PP      |
| 21  | Paula de los Ángeles Badanelli Berriozábal |       | Vox     |
| 22  | Alicia Moya Mesa                           |       | PSOE    |
| 23  | Manuel Ramón Torrejimeno Martín            |       | Cs      |
| 24  | Juan Miguel Moreno Calderón                |       | PP      |
| 25  | Alba María Doblas Miranda                  |       | IU      |
| 26  | Víctor Manuel Montoro Caba                 |       | PSOE    |
| 27  | María Evarista Contador Contador           |       | PP      |
| 28  | Juan Antonio Alcántara Guerrero            |       | Podemos |
| 29  | Antonio Álvarez Salcedo                    |       | Cs      |